# Lena Ashwell

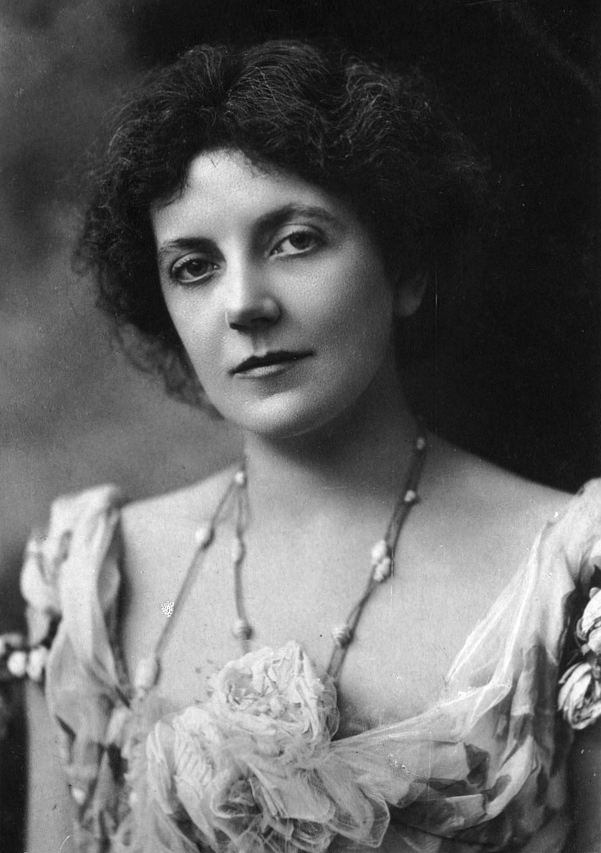
Lena Ashwell, Lady Simson

Lena Margaret Ashwell, Lady Simson (* als Lena Margaret Pocock am 28. September 1869 in Tyne, Großbritannien; † 13. März 1957 in London, Großbritannien) war eine britische Schauspielerin, Theatermanagerin und -Regisseurin, die als erste Person während des Ersten Weltkriegs groß angelegte Unterhaltungsprogramme für die Truppen an der Front organisierte. Nach dem Krieg gründete sie die Lena Ashwell Players.

## Biografie
Ashwells Vater war Commander Charles Ashwell Boteler Pocock (März 1829 – Februar 1899), ein Neffe von Nicholas Pocock. Ihre Mutter war Sarah Margaret Stevens (Dezember 1839 – Mai 1887), die an den Folgen eines Unfalls in Kanada starb. Lena, das zweitjüngste von sieben Geschwistern, hatte zwei Brüder und vier Schwestern. Eines ihrer Geschwister starb als Kind, als die Familie in Neuseeland lebte.
Sie wuchs in Kanada auf und studierte Musik sowohl in Lausanne als auch an der Royal Academy of Music in London. Ihre Stimme reichte jedoch nicht aus, um aufzutreten, und sie wandte sich stattdessen der Schauspielerei zu und nannte sich fortan Lena Ashwell. 1891 debütierte sie in The Pharisee und 1895 in King Arthur von J. Comyns Carr mit Ellen Terry, Genevieve Ward und Sir Henry Irving, die alle von Ada Nettleship geschneiderte Kostüme trugen. Danach spielte sie in mehreren Shakespeare-Inszenierungen, in Quo Vadis (1900) und in der Hauptrolle in Mrs Dane’s Defence (1900) und Leah Kleschna (1905).
1906 spielte Ashwell die Hauptrolle in The Shulamite, einem Melodram über eine Südafrikanerin in einer unglücklichen Ehe, die sich in einen Engländer verliebt, der zu Besuch ist. Das Stück wurde zwischen dem 12. Mai und dem 26. Juni 1906 am Savoy Theatre 45 Mal aufgeführt.
Ashwell nahm das Stück mit in die USA, wo es am Lyric Theatre am Broadway nur 25 Mal aufgeführt wurde. Der Kritiker der New York Times schrieb, Ashwell sei bei ihrem ersten Besuch hier durch ein schlechtes Stück ziemlich gehandicapt gewesen.
Ab 1906 übernahm Ashwell die Leitung des Theaters, zunächst am Savoy Theatre, 1907 gründete sie dann ihr eigenes Theater, das Kingsway.
Im Februar 1914 gehörte Ashwell zu den Gründungsmitgliedern der neuen Gruppe United Suffragists unter der Leitung von Frederick und Emmeline Pethick-Lawrence, die sich von der gemäßigten NUWSS und den militanten Suffragetten der WSPU löste, obwohl sie ehemalige Mitglieder beider Gruppen sowie Männer und Frauen aufnahm, die sich für die Rechte der Frauen einsetzten. Als der Representation of the People Act 1918 verabschiedet wurde und (einige) Frauen das Wahlrecht erhielten, löste sich die Gruppe auf.

## Erster Weltkrieg
Während des Ersten Weltkriegs war sie eine begeisterte Unterstützerin der britischen Kriegsziele. Unter anderem aufgrund des Einflusses ihrer Bekanntschaft mit Prinzessin Helena Victoria und ihrer Verbindungen zum YWCA erhielt sie die Erlaubnis, eine Gruppe von Unterhaltungskünstlern an die Westfront zu schicken. 1915 begann sie, Truppen von Schauspielern, Sängern und Unterhaltungskünstlern zu organisieren, die nach Frankreich reisten und dort auftraten; bis Kriegsende waren es 25, die in kleinen Gruppen durch Frankreich reisten. Ashwell reiste selbst an die Front und beteiligte sich an der Mittelbeschaffung und der Logistik der Konzerte, da sie an die erhebende und therapeutische Kraft der Musik glaubte. Sie organisierte Konzertgruppen nur für Männer, die in der Nähe der Front auftraten. In ihren Schriften über diese Erfahrung betonte sie, dass die einfachen Soldaten von der Hochkultur – insbesondere von Shakespeare-Stücken – begeistert waren. Für ihre Bemühungen bei der Organisation solcher Konzerte wurde sie zum Officer of the Order of the British Empire (OBE) ernannt.

## Nach dem Ersten Weltkrieg

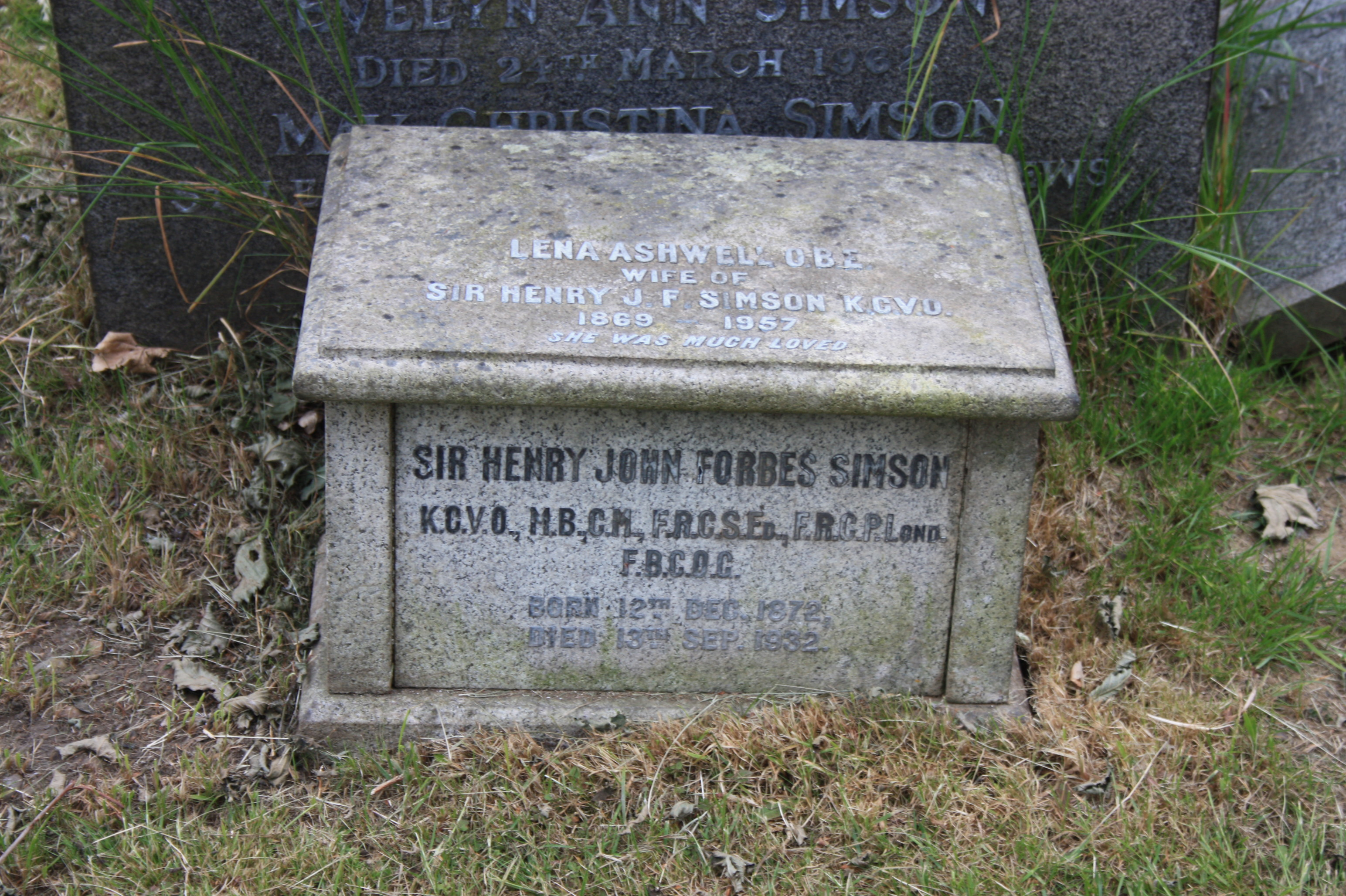
Grabmal von Lena Ashwell und Sir Henry Simson

Nach dem Krieg bemühte sich Ashwell um finanzielle Unterstützung durch den Carnegie Trust und die British Drama League. Nach einigen Jahren bewilligten ihr die Treuhänder einen Zuschuss von 500 Pfund für Investitionskosten, nachdem sie bei einer Umfrage unter den Gemeinderäten gute Ergebnisse erzielt hatte. Ziel war es, das Theater nach London zu bringen, aber einige Gebiete wie Canning Town galten als sehr verlustträchtig. Die Drama League erklärte sich bereit, für Verluste bis zu 100 Pfund zu bürgen. 1923 gab es den Verein Friends of the Players, dessen Mitglieder das Lena Ashley Players Magazine erhielten. Im April 1923 gründete Ashwell die Lena Ashwell Players Ltd. Die Direktoren waren Ashwell, Esme Church, Marion Fawcett und Cicely Hamilton. Die ersten drei von ihnen sollten die Theaterleiterinnen des Unternehmens sein, und Fawcett wurde zur ersten Managerin des neuen Unternehmens.
Die Spieler traten weiterhin in ganz London auf, und Laurence Olivier wurde später Mitglied. 1924 übernahm sie das alte Bijou Theatre in Bayswater, London, und benannte es in The Century Theatre um. Es wurde zum Hauptsitz der Lena Ashwell Players. Dort produzierte sie neue Stücke, darunter ihre eigenen Adaptionen von Verbrechen und Strafe und Dr. Jekyll und Mr. Hyde.
In ihren letzten Lebensjahren schloss sie sich der Bewegung für moralische Wiederbewaffnung an.
Ihre Asche wurde zusammen mit der ihres Mannes auf dem Dean Cemetery in Edinburgh beigesetzt. Das Grab liegt in der viktorianischen Norderweiterung an einem Nord-Süd-Weg nördlich des Hauptweges in der Nähe von Elsie Maud Inglis.

## Familie
Im Jahr 1896 heiratete sie den Schauspieler Arthur Playfair. Er war Alkoholiker, beging Ehebruch, häusliche Gewalt und übertrug Geschlechtskrankheiten. Nach ihrem Ehebruch mit Robert Taber, dem früheren Ehemann der Schauspielerin Julia Marlowe, ließen sich Playfair und Ashwell  schließlich 1908 scheiden.
1908 heiratete sie den königlichen Geburtshelfer Sir Henry John Forbes Simson, der den Ruf hatte, sowohl die zukünftige Königin Elizabeth II. als auch ihre Schwester Prinzessin Margaret entbunden zu haben. Sie lernte ihn durch ihren Cousin Sir Alfred Fripp, den Chirurgen des Königs, kennen, der ihr Simson empfahl.

## Schriften
Lena Ashwell schrieb vier Bücher.
- Modern Troubadours (London, Glyndendal, 1922), ein Bericht über die Arbeit ihrer Konzertgruppen während des Ersten Weltkriegs
- Reflections from Shakespeare (London, Hutchinson & Co., 1926), zusammengestellt aus einer Reihe von Vorträgen, die sie hielt, um Geld für die Lena Ashwell Players zu sammeln
- The Stage (London, Geoffrey Bles, 1929), ihre Gedanken über den Zustand des Theaters und die Rolle des Schauspielers
- Myself A Player (London, Michael Joseph, 1936), eine Autobiografie[16]